# مكراندة مغمورة
المكراندة المغمورة (الاسم العلمي:Micrandra inundata) هي نوع من النباتات تتبع جنس المكراندة من الفصيلة الفربيونية.